# Julian Davies
Julian Charles Dutton Twiston Davies (* 27. Mai 1931; † 14. November 2013) war ein britischer Bassist und Tubist des Traditional Jazz.
Julian Davies, ein jüngerer Bruder von John R. T. Davies, sammelte seit seiner Kindheit Jazz-Schallplatten und war Bassist der Crane River Jazz Band um Ken Colyer.  Nach der Trennung von der Colyer-Band studierte Davies an der Nottingham University, um im Hauptberuf in einer Behörde des Greater London Council für Materialprüfung von Gebäuden zu arbeiten. Daneben wirkte er bis 1999 bei Reunions der Crane River Jazz Band mit. In seinen späteren Jahren war er Vorsitzender des Ken Colyer Trust, der den Nachlass von unveröffentlichten Aufnahmen Colyers betreute und dessen Erinnerungen veröffentlichte. Außerdem unterrichtete er an der Colfox School in Bridport und spielte mit den Sunset Café Stompers, mit denen letzte Aufnahmen entstanden. Im Bereich des Jazz war er zwischen 1949 und 1998 an 41 Aufnahmesessions beteiligt, außer mit Ken Colyer auch mit Milton Batiste und The Jazz Crusade Revival Band (mit Sammy Rimington).